# Йоан Куркуас (IX век)
Йоан Куркуас или Йоан Куркуа (на гръцки: Ίωάννης Κουρκούας) е висш византийски военачалник от втората половина на IX век, организатор на заговор срещу император Василий I Македонец.

## Биография
Йоан Куркуас (или Κροκόας, Крокоас при Симеон Логотет, Георги Монах и други) е първият известен член на фамилията на Куркуасите. Фамилното име е елинизирана форма на арменското име Гурген, а произходът на семейството е от Докея (съвременен Токат) в тема Армениакон.
Йоан Куркуас е командир (доместик) на елитния гвардейски корпус на иканатите и ръководи заговор срещу император Василий I Македонец (867 – 886). Не по-малко от 66 членове на Сената и аристокрацията били замесени в заговора, включително и командирът на личната императорска гвардия – Етерията. Заговорниците възнамерявали да атакуват на Благовещение, но заговорът им е издаден от секретаря на Куркуа. Императорът провежда публичен процес срещу заговорниците на Хиподрума на Константинопол, като ги осъжда на побой и насилствено постригване, като останалите им след това косми били опърлени. Тогава императорът повежда празничното шествие за празника Благовещение, принуждавайки заговорниците да вървят голи след него. След това те били заточени, a имуществото им е конфискувано.
Източниците се различават относно точната датировка на аферата, като Теофан Продължител и Йоан Скилиц (който следва Теофан Продължител) я поставят около 877/78 г., но съвременните учени я отнасят към 886 г. Скилица дори назовава водача на заговора Роман вместо Йоан, но другите хроники ясно приписват тази роля на Йоан. Възможно е в разказа си Скайлица да е объркал името на Йоан с това на сина му (вероятно и името на баща му).
Йоан Куркуас е съименник и дядо на известния генерал от X век Йоан Куркуас.

## Цитирана литература
- ((fr)) Andriollo, Lisa (2012). Les Kourkouas (IXe-XIe siècle), In: Cheynet, Jean-Claude; Sode, Claudia (eds). Studies in Byzantine Sigillography, 11. Berlin: De Gruyter, pp. 57–88, ISBN 978-3-11-026668-9, https://www.academia.edu/2074096
- ((en)) Kazhdan, Alexander (ed) (1991). The Oxford Dictionary of Byzantium. Oxford and New York: Oxford University Press, ISBN 0-19-504652-8, COBISS.BG-ID: 1107246820, https://archive.org/details/odb_20210521/mode/2up
- ((de)) Lilie, Ralph-Johannes; Ludwig, Claudia; Pratsch, Thomas & Zielke, Beate (2013). Prosopographie der mittelbyzantinischen Zeit Online. Berlin-Brandenburgische Akademie der Wissenschaften. Nach Vorarbeiten F. Winkelmanns erstellt. Berlin and Boston: De Gruyter, DOI:10.1515/pmbz, https://www.degruyter.com/view/db/pmbz

|  | Тази страница частично или изцяло представлява превод на страницата John Kourkouas (9th century) в Уикипедия на английски. Оригиналният текст, както и този превод, са защитени от Лиценза „Криейтив Комънс – Признание – Споделяне на споделеното“, а за съдържание, създадено преди юни 2009 година – от Лиценза за свободна документация на ГНУ. Прегледайте историята на редакциите на оригиналната страница, както и на преводната страница, за да видите списъка на съавторите. ВАЖНО: Този шаблон се отнася единствено до авторските права върху съдържанието на статията. Добавянето му не отменя изискването да се посочват конкретни източници на твърденията, които да бъдат благонадеждни. |